# Ernst Reinstorf
Ernst Reinstorf (* 19. September 1868 in Bütlingen; † 5. April 1960 in Hamburg-Blankenese) war ein deutscher Lehrer, Heimatforscher und Schriftsteller.

## Leben
Ernst Reinstorf wuchs in Bütlingen (heute Ortsteil der Gemeinde Tespe) auf. Von 1890 bis 1900 arbeitete er als Lehrer in Lüneburg und Alvern. Zwischen 1900 und 1930 amtierte er als Rektor der Schule in Hamburg-Wilhelmsburg. Er war zwischen 1900 und 1945 Vorsitzender des Vereins für Heimatkunde Wilhelmsburg e. V. Am 2. Dezember 1939 beantragte er die Aufnahme in die NSDAP und wurde zum 1. April 1940 aufgenommen (Mitgliedsnummer 7.578.071).
Ernst Reinstorf ist Autor zahlreicher heimatkundlicher und heimatgeschichtlicher Bücher. Er gilt zudem als Begründer der bürgerlichen Familienforschung im Norddeutschen Raum. Er war Ehrenmitglied der Genealogischen Gesellschaft Hamburg. 1958 erhielt er vom Verein für Hamburgische Geschichte die Lappenberg-Medaille in Silber. Nach Ernst Reinstorf sind die Ernst-Reinstorf-Schule, eine Haupt- und Realschule in Marschacht, sowie der Reinstorfweg in Hamburg-Wilhelmsburg benannt.

## Werke (Auswahl)
- Bütlinger Heimatbuch. Hannover, Buchdruckerei d. Stephansstifts, 1921.
- Elbmarschkultur zwischen Bleckede und Winsen an der Luhe in ihrer erd- und menschengeschichtlichen Entwicklung. Harburg, Wilhelmsburg, Selbstverlag des Verfassers, 1929.
- Die Bildung von Familiennamen nach dem Winsener Schatzregister von 1450, Helms-Museum, Hamburg 1951.
- Geschichte der Elbinsel Wilhelmsburg, Verl. Buchhaus Wilhelmsburg, Hamburg 1955.